# NGC 277
NGC 277 (ook wel PGC 2995, MCG -2-3-28 of NPM1G -08.0030) is een elliptisch sterrenstelsel in het sterrenbeeld walvis. NGC 277 staat op ongeveer 174 miljoen lichtjaar van de Aarde.
NGC 277 werd op 8 oktober 1864 ontdekt door de Duits-Deense astronoom Heinrich Louis d'Arrest.